# 李妍京
李妍京（韓語：이연경，1969年5月24日—），韓國女演員、主持。出道後，1989年獲MBC《大学歌谣祭》银奖。組家庭後，育有两子。

## 演出作品

### 電視劇
- 2003年：MBC《出軌》飾演 銀淑
- 2005年：MBC《MBC Best劇場－星星在我星》
- 2006年：KBS《月的祭壇》飾演 昭山
- 2010年：SBS《婦產科》（客串）
- 2012年：MBC《The King 2 Hearts》飾演 朴賢珠
- 2012年：Channel A《再見，老婆》飾演 李慧心
- 2012年：KBS《學校2013》飾演 夏京母親
- 2012年：tvN《請回答1997》飾演 雲宰媽媽（客串）
- 2013年：JTBC《她的神話》飾演 張燕淑
- 2013年：SBS《欲戴王冠，必承其重－繼承者們》飾演 寶娜母親（客串）
- 2014年：Mnet《美美》飾演 美美阿姨
- 2014年：SBS《神的禮物－14天》飾演 咖啡廳女主人
- 2014年：SBS《江口的故事》
- 2014年：KBS《Trot戀人》飾演 春喜母親（客串）
- 2014年：tvN《不要戀愛要結婚》飾演 孔奇泰爸爸外遇對象
- 2014年：JTBC《下女們》飾演 丹芝母（針母）
- 2015年：KBS《星星閃爍》飾演 韓福珠
- 2015年：KBS《拜託了，媽媽》飾演 林珊玉主治醫生
- 2017年：SBS《I am Sorry 姜男具》飾演 節目主持人（特別出演）
- 2017年：MBC《多樣的兒媳》飾演 鄭允熙
- 2017年：KBS《Manhole：夢遊仙境的奉弼》飾演 姜秀珍媽媽
- 2018年：KBS《明日也晴朗》
- 2020年：SBS《便利店新星》飾演 洪薔薇

### 電影
- 2011年：《陽光姊妹淘》飾演 徐金玉（成年）
- 2013年：《偉大的隱藏者》飾演 月亮村村民（特別演出）

## 外部連結
- 官方网站